# Sázava
Sázava é uma cidade checa localizada na região da Boêmia Central, distrito de Benešov.